# شورای اسلامی شهر قزوین
شورای اسلامی شهر قزوین، شورایی است متشکل از ۹ نفر است که با رأی مستقیم مردم شهر قزوین، برای تصمیم‌گیری در حوزه امور مربوط به شهرداری قزوین انتخاب می‌شوند. ۹۴۵ هزار و سه قزوینی در انتخابات سیزدهمین دوره ریاست جمهوری و ششمین دوره شوراهای اسلامی شهر و روستا حایز شرایط رای دهی بودند که ۴۹۲ هزار و ۸۱۵ شهروند قزوینی در انتخابات ۲۸ خرداد ماه پای صندوق‌های رای رفته و مشارکت نزدیک به ۵۲ درصدی را رقم زدند.

## پیشینه
اولین دوره شورای اسلامی شهر قزوین بعد از انقلاب و با روی کار آمدن دولت سید محمد خاتمی با برگزاری اولین انتخابات شهر و روستا در سال ۱۳۷۷ در نهم اردیبشت ۱۳۷۸ تشکیل گردید.

## اعضای کنونی
راه یافتگان به ششمین دوره شورای اسلامی شهر قزوین بنا بر انتخاباتی که در سال ۱۴۰۰ برگزار گردید: فاطمه اشدری، قاسم اللهیاری، مهری‌السادات تقوی، ولی چگینی، مهدی مهدیخانی، علی فرمانی، فرج‌اله فصیحی رامندی، محسن حق‌شناس و حسین صلح‌جو 9 منتخب مردم در انتخابات دوره ششم شورای شهر قزوین هستند.
| #  | نام و نام خانوادگی | ائتلاف و گرایش سیاسی | نوع حضور | تعداد رای |
| -- | ------------------ | -------------------- | -------- | --------- |
| ۱  | محسن حق‌شناس        | اصول‌گرا              | اصلی     | ۱۶۷۱۵     |
| ۲  | علی فرمانی         | اصول‌گرا              | اصلی     | ۱۳۲۹۱     |
| ۳  | فرج‌الله فصیحی      | اصول‌گرا              | اصلی     | ۱۳۰۲۹     |
| ۴  | حسین صلح جو        | اصول‌گرا              | اصلی     | ۱۱۴۳۴     |
| ۵  | مهری السادات تقوی  | اصول‌گرا              | اصلی     | ۱۰۱۰۰     |
| ۶  | فاطمه اشدری        | اصول‌گرا              | اصلی     | ۱۰۰۶۰     |
| ۷  | ولی چگینی          | مستقل                | اصلی     | ۸۶۹۱      |
| ۸  | قاسم الهیاری       | اصول‌گرا              | اصلی     | ۸۶۸۸      |
| ۹  | مهدی مهدی خانی     | اصول‌گرا              | اصلی     | ۸۶۱۲      |
| ۱۰ | حسین غیاثوند       |                      | علی‌البدل | ۸۵۰۲      |
| ۱۱ | محمد محمودکلایه    |                      | علی‌البدل | ۸۱۲۲      |
| ۱۲ | محمد رجبی          |                      | علی‌البدل | ۷۲۴۹      |
| ۱۳ | رضا سامه           |                      | علی‌البدل | ۷۰۲۱      |
| ۱۴ | حسین بهزادپور      |                      | علی‌البدل | ۶۴۹۶      |
| ۱۵ | علی حسن ظاهری      |                      | علی‌البدل | ۶۱۵۷      |